# Mardi, c’est donc la Belgique
Pour plus de détails, voir Fiche technique et Distribution.
Mardi, c'est donc la Belgique (If It’s Tuesday, This Must Be Belgium) est un film américain réalisé par Mel Stuart, sorti en 1969.

## Synopsis
Un groupe de touristes américains se donnent 18 jours pour visiter sept pays. Tout au long de cette course folle, des relations se nouent et se dénouent entre les voyageurs.

## Fiche technique
- Titre : Mardi, c'est donc la Belgique
- Titre original : If It's Tuesday, This Must Be Belgium
- Réalisation : Mel Stuart
- Scénario : David Shaw
- Production : Stan Margulies
- Musique : Walter Scharf
- Photographie : Vilis Lapenieks (de)
- Montage : David Saxon
- Pays de production : États-Unis
- Langue originale : anglais
- Format : couleur (DeLuxe) – 35 mm – 1,85:1 – mono
- Genre : Aventure et comédie
- Durée : 99 minutes
- Dates de sortie :
  - États-Unis : 24 avril 1969
  - France : 28 juin 1972

## Distribution
- Suzanne Pleshette (VF : Lily Baron) : Samantha Perkins
- Ian McShane (VF : Gérard Hernandez) : Charlie Cartwright
- Mildred Natwick : Jenny Grant
- Murray Hamilton (VF : Georges Hubert) : Fred Ferguson
- Sandy Baron (VF : Teddy Bilis) : John Marino
- Michael Constantine (VF : René Arrieu) : Jack Harmon
- Norman Fell (VF : Pierre Collet) : Harve Blakely
- Peggy Cass (VF : Hélène Tossy) : Edna Ferguson
- Marty Ingels (en) (VF : Georges Aubert) : Bert Greenfield
- Pamela Britton : Freda
- Reva Rose (en) : Irma Blakely
- Aubrey Morris : Harry Dix
- Hilary Thompson (en) (VF : Brigitte Morisan) : Shelly Ferguson
- Luke Halpin : Bo
- Mario Carotenuto : Giuseppe
- Patricia Routledge (en) : Mme Featherstone
- Marina Berti : Gina
- Ermelinda De Felice : l'Italienne dans l'accident de voiture
- Paul Esser : le sergent allemand
- Jenny White (en) : Dot
- Sonya Doumen : Miss Belgique
- Senta Berger : une vendeuse à Londres
- John Cassavetes : Steve
- Joan Collins : la fille sur le trottoir
- Vittorio De Sica : le cordonnier
- Donovan : le chanteur dans l'auberge de jeunesse
- Anita Ekberg : l'artiste
- Ben Gazzara : le joueur de cartes
- Virna Lisi : la jolie cousine de John à Rome
- Elsa Martinelli : Maria, la femme sur le pont vénitien
- Catherine Spaak : la femme posant pour le photographe
- Robert Vaughn : Antonio, le photographe
- Suzy Falk : la femme du sergent allemand
- Frank Latimore (VF : Michel Gatineau) : George (non crédité)

## Distinctions
- Golden Globes 1969 : nomination dans la catégorie meilleur scénario.